# Leigh-Allyn Baker
Leigh-Allyn Baker (født 3. april 1972) er en amerikansk skuespiller. Hun er bedst kendt for hendes gentagne rolle som Hannah Webster i Heksene fra Warren Manor og Ellen i Will & Grace.